# Just When I Needed You Most
«Just When I Needed You Most» es una canción interpretada por el músico estadounidense Randy VanWarmer. Fue publicada el 20 de julio de 1979 como su sencillo debut y el segundo sencillo de su primer álbum de estudio Warmer.

## Posicionamiento

### Gráfica semanal
| Gráfica (1979)                                | Pico de posición |
| --------------------------------------------- | ---------------- |
| Australia (Kent Music Report)                 | 17               |
| Bélgica (Flandes) (Ultratop 50 Singles)       | 5                |
| Estados Unidos (Billboard Adult Contemporary) | 1                |
| Estados Unidos (Billboard Hot 100)            | 4                |
| Estados Unidos (Billboard Hot Country Songs)  | 71               |
| Estados Unidos (Cashbox Top 100)              | 5                |
| Irlanda (Irish Singles Chart)                 | 5                |
| Nueva Zelanda (Recorded Music NZ)             | 9                |
| Países Bajos (Nederlandse Top 40)             | 6                |
| Países Bajos (Single Top 100)                 | 6                |
| Reino Unido (UK Singles Chart)                | 8                |

### Gráfica de fin de año
| Gráfica (1979)                          | Pico de posición |
| --------------------------------------- | ---------------- |
| Australia (Kent Music Report)           | 94               |
| Bélgica (Flandes) (Ultratop 50 Singles) | 70               |
| Estados Unidos (Billboard Hot 100)      | 29               |
| Estados Unidos (Cashbox Top 100)        | 46               |
| Países Bajos (Nederlandse Top 40)       | 57               |

## Certificaciones y ventas
| País                  | Certificación | Ventas  |
| --------------------- | ------------- | ------- |
| Estados Unidos (RIAA) | Oro           | 500,000 |
| Reino Unido (BPI)     | Plata         | 200,000 |